# Normanniasaurus
Normanniasaurus là một chi khủng long, được Le Loeuff S. Suteethorn & Buffetaut mô tả khoa học năm 2013.